# SYMPHONY ＃10
『SYMPHONY #10』は、1985年6月21日（CDは1985年7月1日）にリリースされた杉真理の7枚目のアルバムである。発売元はCBSソニー（LP：28AH 1877、CD：32DH 237）

## 概要
- 「ラジオ」をテーマにしたコンセプト・アルバムである。
- 杉真理のデビュー30周年記念企画として2007年7月25日に紙ジャケット仕様にて再発された。
- 本作より「The Dreamers」に加わった楠瀬誠志郎がレコーディングに参加している。

## 収録曲

### Side-A
1. アニーよ目をさませ！
 （作詞・作曲・編曲：杉真理／ブラス編曲：大谷和夫）
- Vocal：杉真理
- Drums：島村英二
- E. Bass：岡沢章
- E. Guitar：田上正和
- Piano：中西康晴
- Percussion：斎藤ノブ
- Trumpets：数原晋
- Trombones：新井英治
- Sax：Jake. H. Conception
- Chorus：小室和之、向井寛、楠瀬誠志郎

2.K氏のロックン・ロール
 （作詞・作曲・編曲：杉真理／ブラス編曲：大谷和夫）
K氏とは「ベストヒットUSA」などで絶大な人気を誇っていた小林克也のことである
- Vocal：杉真理
- Drums：島村英二
- E. Bass：岡沢章
- E. Guitar：鈴木茂、田上正和
- Piano：中西康晴
- Synthesizer：嶋田陽一
- Percussion：斎藤ノブ
- Brass：MSB Brass Section
- Sax：Jake. H. Conception

3.Key Station
 （作詞・作曲・編曲：杉真理／コーラスアレンジ：小室和之）
1985年8月25日に7インチアナログシングル「Key Station／Sentimental Dancing」のA面曲としてシングルカットされた
佐野元春のセリフ「I wanna be with you tonight, baby」が収録されている。
伊藤銀次のセリフ「Oh, baby blue」が収録されている。
詞中にミュージシャンの固有名詞が登場するため、リリース後に話題となった。
詞中に登場する人物：「達郎（＝山下達郎）」、「Yuming（＝松任谷由実）」、「ナイアガラ（＝大瀧詠一）「銀次（＝伊藤銀次」、「浜田省吾」、「佐野元春」
- Vocal：杉真理
- Drums：島村英二
- E. Bass：岡沢章
- E. Guitar：田上正和
- Keyboards：嶋田陽一
- Percussion：斎藤ノブ
- Chorus：小室和之、向井寛、楠瀬誠志郎
- Voice：伊藤銀次、佐野元春、浜田省吾

4.僕のシェリーと少し
 （作詞・作曲・編曲：杉真理／ブラス編曲：大谷和夫）
- Vocal：杉真理
- Drums：見砂和照
- E. Bass：美久月千晴
- E. Guitar：田上正和
- Piano：中西康晴
- Organ & Synthesizer：嶋田陽一
- Percussion：斎藤ノブ
- Chorus：小室和之、向井寛、楠瀬誠志郎

5.恋愛狂時代
 （作詞・作曲・編曲：杉真理／ブラス編曲：大谷和夫／コーラスアレンジ：山本俊彦＆杉真理）
Hi-Fi SETへの提供曲のセルフカバーである。（Hi-Fi SETのアルバム「INDIGO」に収録されている）
コーラスにてHi-Fi SETが参加している。コーラスアレンジ面でもHi-Fi SETの山本俊彦が携わっている。
- Vocal：杉真理
- Drums：見砂和照
- E. Bass：美久月千晴
- E. Guitar：鈴木茂
- Piano：中西康晴
- Organ：嶋田陽一
- Percussion：斎藤ノブ
- Brass：MSB Brass Section
- Chorus：Hi-Fi SET

### Side-B
1.交響曲第十番
 （作詞・作曲・編曲：杉真理／ストリングス編曲：佐藤準）
- Vocal：杉真理
- Drums：島村英二
- E. Bass：岡沢章
- E. Guitar：鈴木茂
- Piano：中西康晴
- Synthesizer：佐藤準
- Chorus：小室和之、向井寛、楠瀬誠志郎

2.Sentimental Dancing
 （作詞・作曲・編曲：杉真理／ブラス＆ストリングス編曲：大谷和夫／コーラスアレンジ：小室和之）
1985年8月25日に7インチアナログシングル「Key Station／Sentimental Dancing」のB面曲としてシングルカットされた
- Vocal：杉真理
- Drums & Percussion：清水淳
- E. Bass：藤田哲也
- E. Guitar：田上正和
- Piano & Synthesizer：嶋田陽一
- Synthesizer：京田誠一
- Brass：MSB Brass Section
- Strings：友田ストリングス
- Chorus：小室和之、向井寛、楠瀬誠志郎

3.彼女のイミテーション・リング
 （作詞・作曲・編曲：杉真理／コーラスアレンジ：小室和之）
- Vocal：杉真理
- Drums：島村英二
- E. Bass：岡沢章
- E. Guitar：鈴木茂
- Piano：中西康晴
- Chorus：小室和之、向井寛、楠瀬誠志郎

4.無実のスーパーマン
 （作詞・作曲・編曲：杉真理／コーラスアレンジ：小室和之）
- Vocal：杉真理
- Drums：見砂和照
- E. Bass：美久月千晴
- E. Guitar：鈴木茂
- Piano：中西康晴
- Synthesizer：嶋田陽一
- Percussion：清水淳
- Chorus：小室和之、向井寛、楠瀬誠志郎

5.Crying Angel
 （作詞・作曲・編曲：杉真理／ストリングス編曲：大谷和夫／コーラスアレンジ：小室和之）
- Vocal, E. Guitar solo：杉真理
- Drums：島村英二
- E. Bass：岡沢章
- E. Guitar：鈴木茂
- Piano：中西康晴
- Synthesizer：嶋田陽一
- Strings：友田ストリングス
- Chorus：小室和之、向井寛、楠瀬誠志郎

6.永遠のShangri-la
 （作詞・作曲・編曲：杉真理／ストリングス編曲：佐藤準）
- Vocal, Acoustic guitar, Chorus：杉真理
- Drums：島村英二
- E. Bass：岡沢章
- E. Guitar：鈴木茂
- E. Guitar (Lead guitar)：田上正和
- Piano：中西康晴
- Synthesizer：佐藤準

## 30周年記念再発盤
- 2007年7月25日に紙ジャケット仕様にてSony Music Direct(GTMusic)よりリリースされた。
- 全曲24bitデジタル・リマスターが施されている。
- 12～14が追加収録された

1.アニーよ目をさませ！

2.K氏のロックン・ロール

3.Key Station

4.僕のシェリーと少し

5.恋愛狂時代

6.交響曲第十番

7.Sentimental Dancing

8.彼女のイミテーション・リング

9.無実のスーパーマン

10.Crying Angel

11.永遠のShangri-la

12.I DON'T LIKE POPS（SPECIAL SUMMER MIXED POP'S MEDLEY）《杉真理＆THE DREAMERS》
（作詞・作曲：杉真理／編曲：杉真理＆THE DREAMERS）
1985年4月21日リリースの12インチシングル「I DON'T LIKE POPS」《杉真理＆THE DREAMERS》のA面収録曲である
『I DON'T LIKE POPS』のCD化はこれが初めてである。
6曲をメドレー形式で繋いだ構成になっている。
Crying Angel～MY GIRL～SUMMER DAYS〔素敵なサマー・デイズ〕～JOKER ON THE STREET～Sentimental Dancing～You're my No.1～Crying Angel（reprise)
『Crying Angel』『Sentimental Dancing』：リリース時点では未発表作品であった。フルバージョンは2ヶ月後にリリースのアルバム「SYMPHONY #10」に収録された。
『SUMMER DAYS（素敵なサマー・デイズ）』：アルバム「STARGAZER」収録曲
『You're my No.1』：リリース時点では未発表作品であった。フルバージョンは1991年6月21日リリースのアルバム「Made In Heaven」に収録された。
『JOKER ON THE STREET』：リリース時点では未発表作品であり、2009年1月1日時点においても未発表作品である。
曲間には英語のセリフが挿入されているが、このセリフをアン・ルイス）、五十嵐浩晃、EPO、伊藤銀次、尾崎亜美、山本潤子、飯島真理、竹内まりやの8人が担当している。
「I don't like pops. 」: アン・ルイス
「I'm crying. 」: 山本潤子
「Go!! 」: 五十嵐浩晃
「I'm sorry, blind driving huney ? 」: EPO
「Hello everybody, hello hello bad son.」：伊藤銀次
「I don't like Radio.」: 尾崎亜美
「I don't like dancing.」：山本潤子
「I don't like walking.」: 飯島真理
「I don't like everything, but you... 」：竹内まりや
- Vocal：杉真理
- Drums & Percussion：清水淳
- E. Bass：藤田哲也
- E. Guitar：田上正和、杉真理
- Keyboards：嶋田陽一、京田誠一
- Chorus：小室和之、向井寛、楠瀬誠志郎
- Voices：ANNIE（アン・ルイス）、五十嵐浩晃、EPO、伊藤銀次、尾崎亜美、山本潤子、飯島真理、竹内まりや

13.ON THE B SIDE（SPECIAL DREAMER'S MIX）《杉真理＆THE DREAMERS》
（作詞・作曲：杉真理／編曲：杉真理＆THE DREAMERS）
1985年4月21日リリースの12インチシングル「I DON'T LIKE POPS」《杉真理＆THE DREAMERS》のB面収録曲である
- Vocal：杉真理
- Drums & Percussion：清水淳
- E. Bass：藤田哲也
- E. Guitar：田上正和、杉真理
- Keyboards：嶋田陽一、京田誠一
- Chorus：小室和之、向井寛、楠瀬誠志郎

14.Key Station（Live Version）
（作詞・作曲：杉真理／編曲：杉真理＆THE DREAMERS）
録音…1992年5月7日 ライブツアー「Live in Heaven」（東京 新宿 NISSIN POWER STATION）
- Vocal：杉真理
- Drums：清水淳
- E. Bass：藤田哲也
- E. Guitar：山本圭右
- Keyboards：嶋田陽一、京田誠一
- Chorus：小室和幸、谷口守